# ملف التكرار
في أنظمة الإتصالات، ملف التكرار (الإعادة) هو محول ترددي صوتي يتصف بمسار مغناطيسي مغلق، وزوج من الملفات الابتدائية المتطابقة، وزوج من الملفات الثانوية المتطابقة ولكنها غير ضرورية، ومفاقيد نقل قليلة عند الترددات الصوتية.
يسمح بنقل تيارات الصوت من ملف لآخر عن طريق الحث المغناطيسي، تكافئ معاوقة الملف الابتدائي والثانوي، ويمنع التوصيل المباشر بين الملف الابتدائي والثانوي.
يعتبر تطبيق خاص من تطبيقات محول العزل، وغالبًا يستخدم لمنع المسارات (الحلقات) الأرضية، والتي تسبب أزيز أو طنين في دوائر الصوت. يستخدم أيضًا لمنع الجهد والتيار المستمر من المرور.